# Arkadiusz Słabig
Arkadiusz Hubert Słabig (ur. 1976 w Sierakowie) – polski historyk, doktor habilitowany nauk humanistycznych, profesor uczelni w Uniwersytecie Pomorskim w Słupsku.

## Życiorys
Ukończył studia z zakresu etnologii i antropologii kulturowej (2001) oraz historii (2002) na Uniwersytecie im. Adama Mickiewicza w Poznaniu. Doktoryzował się 2008 na Akademii Pomorskiej w Słupsku na podstawie rozprawy zatytułowanej: Organy bezpieczeństwa wobec mniejszości narodowych na Pomorzu Zachodnim w latach 1945–1989, której promotorem był dr hab. Roman Drozd. Stopień naukowy doktora habilitowanego uzyskał w 2019 na UAM w oparciu o pracę pt. „Sytuacja jest w naszych rękach”. Działania aparatu bezpieczeństwa Polski Ludowej wobec Ukraińców w latach 1944–1989.
Od 2002 związany z Instytutem Historii Akademii Pomorskiej (obecnie Uniwersytetu Pomorskiego) w Słupsku; zajmował kolejno stanowiska asystenta, adiunkta i profesora uczelni.
W latach 2008–2016 brał udział w centralnym projekcie badawczym IPN: „Aparat bezpieczeństwa wobec mniejszości narodowych i etnicznych oraz cudzoziemców”.
Specjalizuje się w najnowszej historii Polski, swoje badania skoncentrował wokół problematyki narodowościowej w powojennych dziejach Polski, aktywności komunistycznego aparatu bezpieczeństwa i dziejów dawnego pogranicza polsko-niemieckiego.  
W 2016, nakładem IPN w ramach serii „Dokumenty” (tom 59), ukazała się książka pt. Kwestia ukraińska w działalności Służby Bezpieczeństwa PRL. Dokumenty i materiały, którą opracował i opatrzył wstępem. W 2018  opublikował monografię pt. "Sytuacja jest w naszych rękach". Działania aparatu bezpieczeństwa Polski Ludowej wobec Ukraińców w latach 1944-1989 (Wydawnictwo Naukowe Akademii Pomorskiej w Słupsku). 
Od 2019 działacz Towarzystwa Pamięci Powstania Wielkopolskiego 1918/1919 (TPPW 1918/1919), prezes terenowego Koła w Miałach. W 2024 wybrany jako członek do Zarządu Głównego TPPW 1918/1919. Uhonorowany medalem Komisji Edukacji Narodowej  i odznaką "Wierni Tradycji". Współautor skryptu  pt. "A Orzeł Biały znów w gnieździe swym gości". Walka o niepodległość i granice w powiatach nadnoteckich w latach 1918-1920. Historia – Pamięć – Edukacja (Centrum Doskonalenia Nauczycieli w Pile, 2023) i autor wyboru źródeł pt. "Pogranicze niepodległości". Działalność polityczna i wojskowa w powiatach nadnoteckich w latach 1918-1920 (Wydawnictwo Naukowe Uniwersytetu Pomorskiego w Słupsku oraz Fundacja Edukacji i Rozwoju Centrum Wszechświata w Rosku 2024). 